# Dipyrithion
Dipyrithion ist eine chemische Verbindung aus der Gruppe der Pyridine und Disulfide und ein Derivat des Pyrithions.

## Gewinnung und Darstellung
Dipyrithion kann ausgehend von 2-Chlorpyridin gewonnen werden. Dieses reagiert mit Peressigsäure zu 2-Chlorpyridin-N-oxid und weiter mit Natriumhydrogensulfid (NaSH) zu 2-Mercaptopyridin-N-oxid, welches durch Reaktion mit Chlor und Natriumhydroxid dimerisiert.

## Verwendung
Dipyrithion wirkt fungizid und bakterizid und wird in photographischen Materialien, der Textilverarbeitung und der Landwirtschaft verwendet.

## Zulassung
Dipyrithion ist in der Europäischen Union und in der Schweiz nicht als Pflanzenschutzwirkstoff zugelassen.

## Toxikologie
In einem Versuch mit Mauszellen führte Dipyrithion zur Apoptose von Krebszellen.